# 기토촌 (도쿠시마현)
기토촌(木頭村)은 도쿠시마현 나카군에 설치되었던 촌이다. 도쿠시마현 남서부 고치현과의 현계에 접했다.

## 지리
도쿠시마현의 남서부 고치현과의 현 경계에 위치한다. 중앙에 나카강이 위치하고 있으며 국도 195호가 동서로 횡단하고 있다.

## 역사
- 1889년 10월 1일 - 정촌제 시행에 의해 아마군 기토촌이 성립하였다.
- 1951년 1월 1일 - 기토촌 관할권이 아마군에서 나카군으로 변경되었다.
- 1957년 1월 1일 - 나카군 기토촌 (제1차), 가미키토촌이 합병해 기토촌 (제2차)이 성립하였다.
- 2005년 3월 1일- 나카군 아이오이정, 와자키정, 기사와촌, 가미나카정과 합병해 기토촌이 소멸하였고, 나카정이 신설되었다.

## 교통

### 도로
- 국도 193호선 - 임도나 농로는 구간에 따라 낙석이 많이 발생하고 있으므로 통행에 주의가 필요하다.